# Archivos del Hospital de la Resurrección
Los Archivos del Hospital de la Resurrección de Valladolid (España) son una serie de documentos correspondientes a esta institución que se guardan en el Archivo Histórico Provincial de esta ciudad. Durante siglos estuvieron desaparecidos y no se tenía noticia alguna de su existencia. Su hallazgo tuvo lugar en el último tercio del siglo xx y se debió a un hecho fortuito. Siendo directora del Archivo Histórico Provincial y Universitario de Valladolid Amalia Prieto Cantero se le presentó la ocasión de investigar unos papeles viejos que ofrecía un chatarrero. Dichos papeles resultaron ser de vital importancia al descubrir que se trataba de los documentos pertenecientes a los archivos del hospital que se suponían desaparecidos y perdidos desde los años de las desamortizaciones. Tras ser revisados y  catalogados se hallan perfectamente ordenados en el Archivo Histórico Provincial de Valladolid a disposición de los investigadores.

## El hallazgo
Siendo Amalia Prieto Cantero directora del Archivo Histórico Provincial y Universitario de Valladolid recibió la visita del industrial chatarrero, trapero y cartonero Bienvenido Cantera Salvador que tenía su negocio en un almacén situado en el número 10 de la Plaza Circular de Valladolid. Bienvenido Cantera quería que la directora del Archivo investigara unos papeles viejos procedentes de una adquisición que a primera vista parecían tener una cierta importancia cultural.

[...] los papeles estaban amontonados en una especie de alacena alta, o celdilla abierta de un destartalado y sucio almacén de chatarrería instalado en una vieja y ruinosa casa, que carecía en gran parte de techumbre, por lo que ofrecía el aspecto de un corral, en el cual estaban, amontonados y en desorden, diversos objetos de deshecho e inútiles.
Amalia Prieto Cantero. Boletín de ANABAD de 1976 (Citado por José Delfín Val)

Aquellos papeles amontonados componían gran parte del desaparecido archivo del hospital de la Resurrección y otra gran parte del hospital de los Desamparados así como documentos que pertenecieron al hospital Formal de la Convalecencia que era un apartado que había en el mismo edificio de la Resurrección.

[...] se trataba de un importante conjunto  constituido por cerca de 200 gruesos volúmenes, tamaño folio, encuadernados en pergamino, y al parecer bien conservados y un no pequeño lote de documentos en legajos unos, y sueltos y desordenados la mayoría, que presentaban a veces graves señales de deterioro ocasionado por la humedad y el polvo.
Amalia Prieto Cantero. Boletín de ANABAD de 1976 (Citado por José Delfín Val)

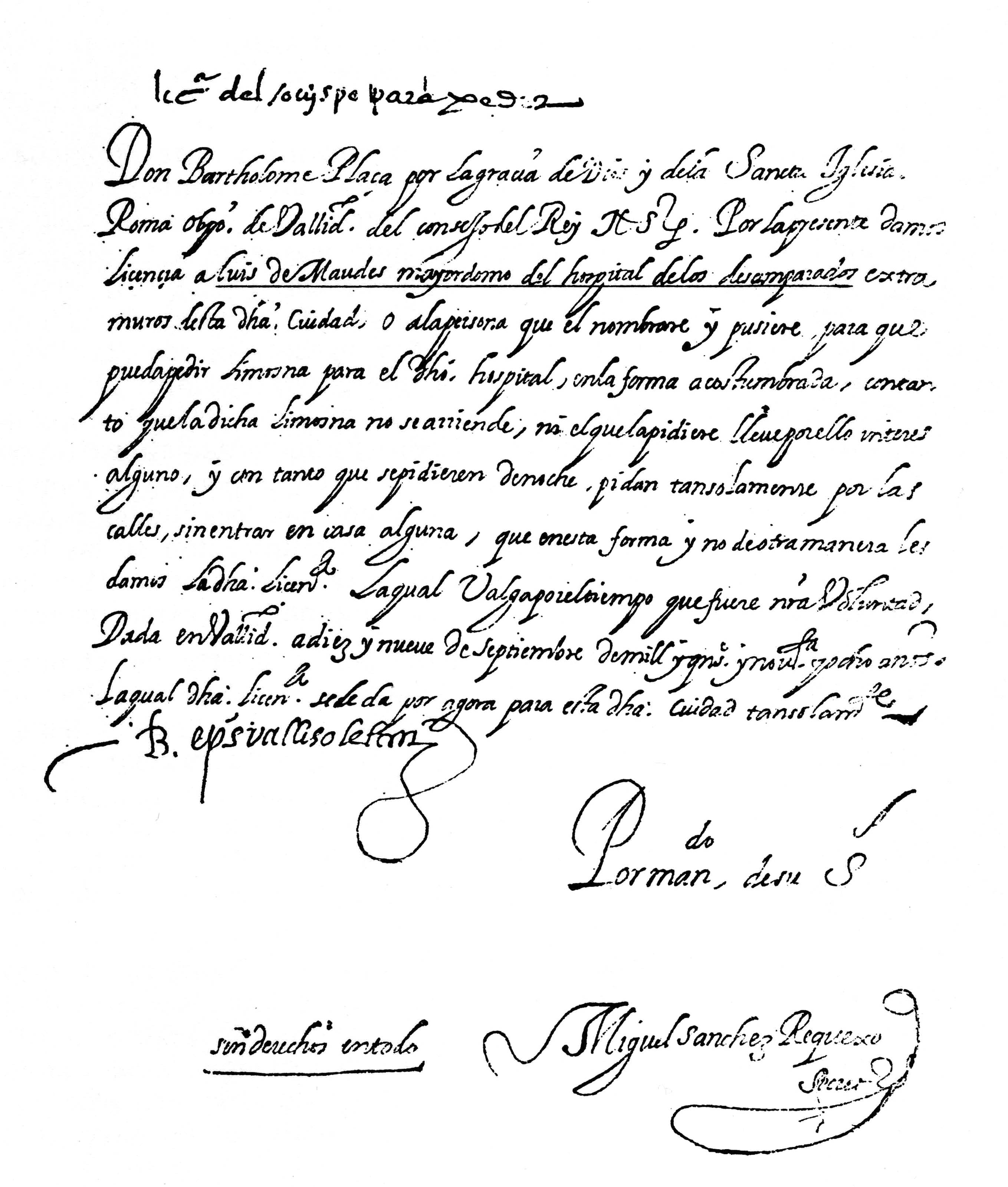
Licencia otorgada por el obispo de Valladolid Bartolomé de la Plaza a Luis de Mahudes dando permiso para pedir limosna por las calles, de noche, para el hospital de los Desamparados. Archivos del Hospital de la Resurrección, sección Desamparados, Libro 134, fol. 163

El siguiente paso fue la compra de todos estos documentos que, al no estar catalogados fueron adquiridos como papel viejo y al peso: 385 kilos que se pagaron con 250 000 pesetas de las de entonces. La compra corrió a cargo del Centro Nacional del Tesoro Documental y Bibliográfico y de la Comisaría de Archivos.
Los archivos tenían una sección con el nombre de «Hospital de la Resurrección » y dentro de ella dos series, una titulada «Hospital de la Resurrección» y otra «Hospital de los Desamparados». En esta segunda hay mucha información sobre «el buen cristiano Mahudes», cofrade de Nuestra Señora de los Desamparados y administrador de dicha institución hasta el año 1600 en que falleció; se conserva intacta la licencia otorgada a Luis de Mahudes por el obispo Bartolomé de la Plaza en la que se le da permiso para pedir limosna por la noche para su hospital.
Después de los trámites de compra se guardaron en este mismo Archivo Provincial los documentos que se refieren a dicha compra. Están recogidos en un cartapacio que contiene informes, cartas y documentación de Amalia Prieto y de organismos oficiales del Ministerio de Educación y Ciencia; contiene el documento de aceptación firme firmado por el jefe de Sección de Archivos, Adquisición, Conservación y Protección del Patrimonio Documental, fechado el 4 de junio de 1976; otra confirmación fechada el 12 de agosto de 1976 y firmada por el Director General del Patrimonio Artístico Cultural del Ministerio de Educación y Ciencia, con el testimonio de haber depositado la cantidad acordada en la Delegación de Hacienda.
Además de tener a buen recaudo todo este material se sabía que la recopilación estaba incompleta y en 1988, sabiendo que a los archivos les faltaba una parte se hicieron indagaciones y se pudo averiguar que en un trastero de la Facultad de Medicina de Valladolid había un montón de manuscritos sin clasificar que resultaron ser los que faltaban en el hallazgo anterior.

## Los traslados

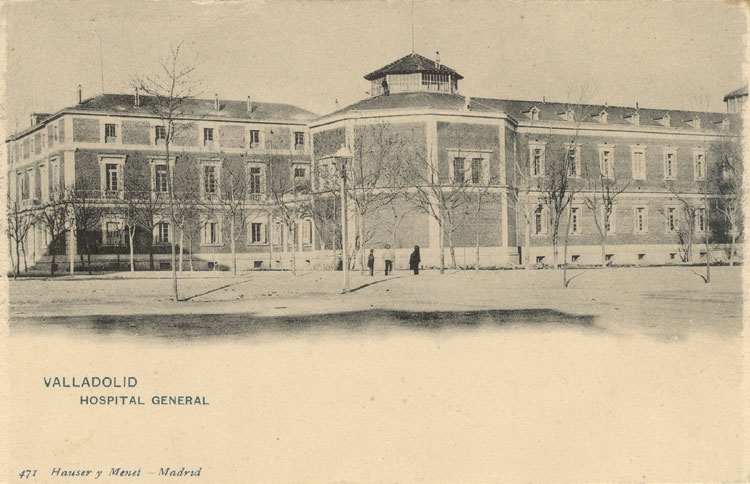
Viejo hospital provincial del Prado de la Magdalena. También se le denominaba «General»

Esteban García Chico —historiador e investigador vallisoletano— publicó en 1940 una obra titulada Documentos para el estudio del Arte en Castilla. Entre esos documentos publicados había uno con fecha 1533-1555 concerniente a la construcción del edificio que el historiador había encontrado en la Residencia Provincial —tal era el nombre que se daba por entonces al hospicio— y que se encontraba dentro de una carpeta llamada «Archivo del Hospital de la Resurrección». En algún momento determinado y posiblemente por necesidades de espacio, los archivos del hospital de la Resurrección se llevaron al nuevo Hospital Provincial del Prado de la Magdalena que empezó a funcionar en 1889. Allí estuvieron mucho tiempo, olvidados en un sótano que contenía toda clase de objetos viejos, sirviendo de nido para las ratas. Los legajos estaban colocados en unas estanterías de madera. La monja despensera del Hospital Provincial decidió adecentar el sucio sótano, tan impropio de un hospital y para deshacerse de todo lo viejo e inservible acudió a Bienvenido Cantera, el chatarrero que en otras ocasiones se había llevado la lana de los colchones antiguos, la ropa vieja y estropeada, los trapos, las camas de hierro arrinconadas y sustituidas por otras más modernas y el papel inservible. Todo se lo llevó Bienvenido Cantera y cuando empezó a clasificar el papel según tenía costumbre se dio cuenta —como buen profesional que era— que aquellos papelajos tenían algún valor extra, más allá del propio papel y se puso en  contacto con la archivera Amalia Prieto.

## Documentos de los archivos encontrados
Se hizo una primera clasificación no sólo de los archivos administrativos sino de otros temas:
- Censos que han podido servir para el estudio de la topografía urbana de Valladolid.
- Propiedades donde se especifican las rentas y alquileres.
- Testamentos con mandas y donaciones de filántropos y a veces de los propios enfermos.
- Cuentas a lo largo de la vida del hospital.
- Registro de entradas y salidas o «Libro de enfermos» en que se da cuenta de los residentes. Se citan con asiduidad a estudiantes universitarios, los cuidados requeridos, alimentación y ropa entregada.
- Documentos del siglo xviii con el registro de militares españoles y franceses.
- Documentos del siglo xix en que aparecen personajes de la Guerra de la Independencia y militares españoles, franceses e ingleses.
- Pleitos.
- Memorias y obras pías.
- Recetas médicas, de gran interés para la evolución de la farmacopea.[6]

## Reorganización de los documentos

### Hospital de la Resurrección
Además de lo ya expuesto existen entre los archivos del Hospital de la Resurrección dos lotes pertenecientes al llamado hospital de Convalecientes y a la orden de los Premostratenses.
En marzo de 2004 se inició el proceso de organización de todo el material completo recuperado, ajustando este trabajo a la norma archivística ISAD(G) y utilizando los avances de la informática. Su elaboración duró hasta febrero de 2005 y el resultado fue un total de 4779 registros con 228 cajas que contienen legajos y libros. De esta manera la documentación quedó dividida en ocho secciones de fácil acceso para la consulta.
Dirección
Con documentación del proceso de unificación de los hospitales que mandó hacer Felipe II y finalizó Felipe III; privilegios del hospital de San Bartolomé; informes de actividades desde mediados del siglo xviii; historia del origen y fundación el hospital.
Patrimonio
Aquí se da cuenta de los ingresos, rentas, limosnas; patrimonio inmobiliario; renteros y deudores de compraventa, censos, etc. Esta sección contiene a su vez cuatro subsecciones que comprenden:
- Legados hechos a favor del hospital con una lista de veintitrés personas legatarias, profesión de las mismas, actividad, documentación y gestiones.[nota 5][8]
- Pleitos: La información empieza en 1554 con pleitos protagonizados por su fundador Alonso de Portillo y termina en 1840. Variedad de documentos: ejecutorias, querellas, conciertos, hasta un total de más de dieciséis temas.[9]
- Propiedades, con documentos que testimonian el patrimonio y las rentas del hospital desde 1470 a 1812.
- Hospital de San Bartolomé. Estaba situado junto al Puente Mayor de Valladolid  en la margen derecha del río Pisuerga; lo fundó a mediados del siglo XVI Bartolomé Canseco. En el siglo xvii se fusionó con el hospital de la Resurrección  y eso explica que entre los documentos de este último hubiera una buena porción de documentos de San Bartolomé. Algunos legajos estaban desperdigados y otros ordenados. Esta subsección se creó dedicada exclusivamente a dicho hospital cuyos documentos están fechados desde 1551 a 1652. Entre los testamentos clasificados está el de su fundador dejando al hospital heredero de todos sus bienes.

Gestión económica (administración)
Hasta mediados del siglo xix el hospital era autosuficiente y disponía de autonomía económica. Esta forma de administración generaba una gran actividad y mucha documentación por lo que fue necesario hacer cuatro subdivisiones:
- Limosnas. Se conservan documentos del periodo comprendido entre 1570 y 1852 en que se encuentra un expediente de concesión otorgado por Carlos III de 100 000 reales a costa de los obispados vacantes en América.
- Documentos contables. Con información desde 1550 a 1862: cobros y pagos, cartas de pago, cuentas de gestiones de cada administrador cumplidas anualmente, recibos de deudas y un amplio conjunto sobre otros temas.
- Economato. Con documentación que abarca desde 1550 a 1858. Todo relativo a víveres, ropa, alimentación, recetarios de alimentación (muchos de ellos recomendados por profesores de la Facultad de Medicina).
- Gestión. Desde 1550 a 1900. Son los documentos de la Administración Económica. En esta subsección es importante la serie de correspondencia y la serie de solicitudes.[10]

Gestión de personal
Contiene documentos datados desde 1584 a 1858. Se refieren a todo lo que tenga que ver con la relación existente entre el hospital y sus empleados. Hay mucha correspondencia, expedientes de aumento de sueldo, limpieza de sangre (estos expedientes corresponden al año 1816), solicitudes y altas y bajas.
Edificio e instalaciones
Contiene documentos con información sobre obras, instalaciones, construcción y mantenimiento de la iglesia, etc. Son inventarios, licencias, correspondencia, memorias y demás. Comprenden  desde 1585 a 1810.
Farmacia/botica

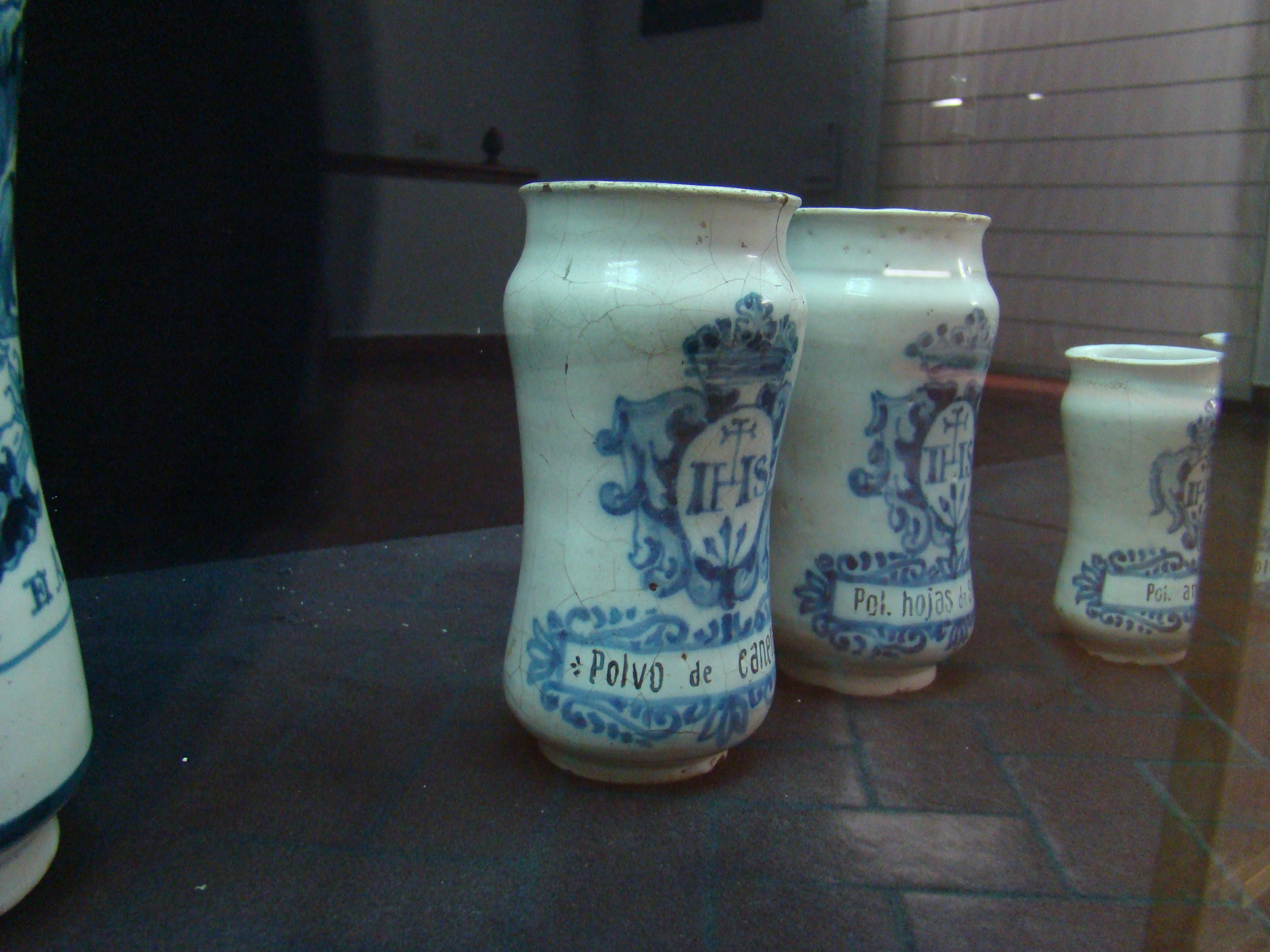
Botamen de la botica de los jesuitas conservado en el museo de Valladolid

Los documentos de esta sección son muy interesantes para la historiografía de la farmacopea española. Abarca el periodo desde 1594 a 1810. Los medicamentos constituían uno de los mayores gastos de la institución. Se describe mobiliario e instrumental, recetas, libros de recetas dedicadas a cada enfermo.

En el inventario se detalla el botamen heredado en 1767 de la botica del Colegio de San Ignacio tras la expulsión de los jesuitas. Lo heredado contaba con 1727 botes de loza de Talavera y 1500 piezas de vidrio. A lo largo de los años el número de botes y de vidrio fue disminuyendo hasta quedar una cantidad pequeña que en 1901 se llevó al Museo de Valladolid. Algunos ejemplares se conservan en el Rectorado de la Universidad de Valladolid, en la Diputación Provincial y en colecciones particulares.
Internos/Enfermos
La relación de documentos en esta sección comienza en fecha tardía, de 1618 a 1878. Durante este periodo están señalados forasteros, gallegos procedentes de la siega, pobres, gente de paso y militares cuyos registros datan de los siglos xviii y xix. Hay bastante correspondencia entre la que se conserva las peticiones para ingresos hechas por el general Kellerman que era gobernador de la provincia durante la ocupación francesa. Hay certificados de informes médicos, historias clínicas, altas y bajas, de convalecientes, partes de defunción y registros estadísticos de enfermos. Se anotaba el sexo del enfermo, lugar de origen, familia que tuviera en Valladolid, ropa y bienes propios si los hubiere.
Asuntos religiosos
Los documentos abarcan desde 1525 a 1834. Se refieren a sacerdotes y capellanes, cofradías, objetos litúrgicos de la iglesia del hospital y misas celebradas.

### Hospital de los Desamparados
El conjunto de archivos de este hospital que se guardó en el de la Resurrección a partir de 1835 se considera como algo muy valioso y de calidad. Luis de Mahudes —inmortalizado por Cervantes en dos de sus novelas ejemplares aunque lo consideró erróneamente personaje del hospital de la Resurrección— fue su administrador hasta su muerte en 1600. Después el Consejo de Castilla gestionó los trámites para que lo regentaran los hermanos de San Juan de Dios.
Tras la guerra de la Independencia española dedicó sus cuidados de forma destacada a los militares. En 1835 y siguiendo el Real Decreto de julio por el que  se suprimían los conventos con menos de doce religiosos desapareció la institución y en 1929 el edificio fue desmontado.
Los documentos se han estructurado siguiendo el mismo patrón que en el hospital de la Resurrección :Dirección, Patrimonio, Gestión económica, Gestión de personal, Farmacia/botica, Internos/enfermos, asuntos religiosos.

### Hospital de Convalecencia
Dentro del recinto del hospital de la Resurrección existió desde 1734 un apartado de dos salas con ocho camas dedicado exclusivamente a los convalecientes dados de alta pero que no tenían donde ir para terminar el proceso de curación. Dejó de funcionar como entidad aparte en 1850. Sus documentos siguen la misma estructura que los dos anteriores.

### Premostratenses

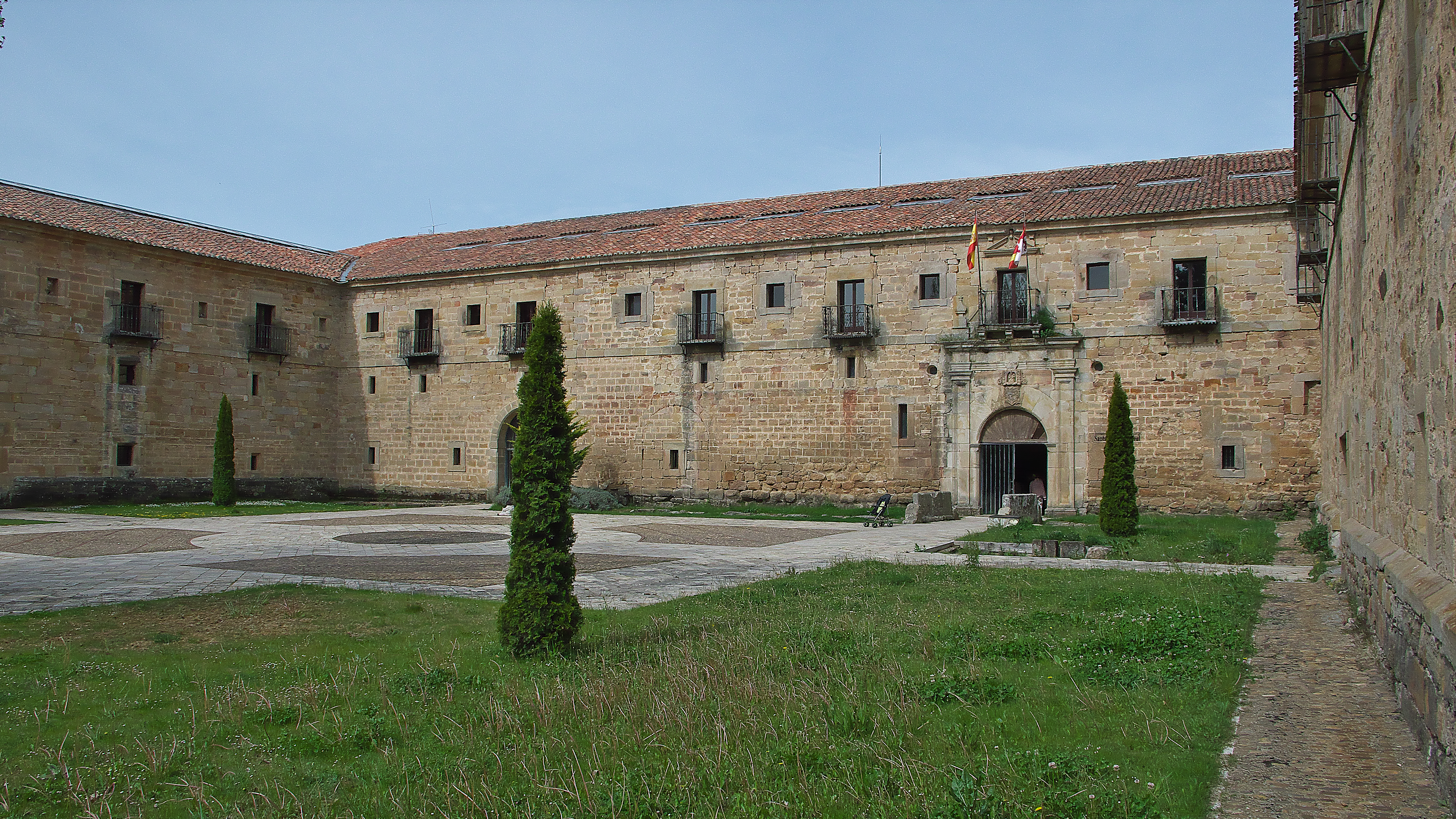
Entrada al monasterio premostratense de Aguilar de Campoo

Entre los papeles del hospital de la Resurrección se descubrió un número elevado de documentos que pertenecieron a varios monasterios de los premostratenses. El periodo abarca desde 1501 a 1840 y el lugar geográfico se dispersa entre Bujedo de Candepajares, Segovia, Salamanca, Medina del Campo, Ávila, Ciudad Rodrigo, Retuerta, Aguilar de Campoo, Treviño, La Vid (Santa María de la Vid) y Valladolid.